# Петрович, Ацо
А́цо Пе́трович (серб. Ацо Петровић; 14 октября 1959, Пожега — 1 декабря 2014, Белград) — югославский баскетболист и сербский баскетбольный тренер.

## Биография
Начал тренерскую карьеру в клубе «Раднички». В сезоне 1997—1998 гг. работал в качестве помощника главного тренера белградской «Црвены звезды». В 1998—2003 гг. возглавлял клуб ФМП (Белград), в 2003—2004 гг. клуб «Хемофарм» (Вршац), выводил эти команды в финалы Кубка Югославии (1999), чемпионата Сербии и Черногории (2004), Кубка ФИБА-Европа (2005). С марта 2005 до окончания сезона 2006/07 руководил российским клубом «Локомотив-Ростов». С 2007 по 2009 годы работал главным тренером казанского клуба УНИКС, вместе с которым завоевал бронзовые медали чемпионата Суперлиги (2008) и кубок России (2009). В 2012 году вновь возглавил УНИКС.
31 января 2013 года Ацо Петрович отправлен в отставку. Решением совета клуба «за снижение спортивных результатов в текущем сезоне…» он уволен со своего поста. После победы в Стамбуле над «Галатасараем» в Кубке Европы последовали домашние поражения от «Ульма», владивостокского и питерского «Спартака», а последней каплей, переполнившей чашу терпения руководства казанского клуба, по словам его вице-президента Ольги Асхановой, стало поражение в Белграде от «Црвены звезды».
На Чемпионате мира по баскетболу 2002 года был помощником главного тренера занявшей первое место сборной Югославии Светислава Пешича.
Умер 1 декабря 2014 года в Белграде от бокового амиотрофического склероза.